# 亞娜·葉戈良
亚娜·卡拉佩托芙娜·叶戈良（羅馬化：Yana Karapetovna Yegoryan；1993年12月20日—），俄羅斯女子佩劍運動員，參加2016年夏季奧林匹克運動會佩劍項目。
2016年8月8日，在佩劍得到個人首個金牌，並在8月13日為俄羅斯得到團體冠軍。